# Museo Lambinet
Il museo Lambinet (pron. /lɑ̃biˈnɛ/) è il museo comunale d'arte e storia della città di Versailles, in Francia. Si trova al numero 54 di boulevard de la Reine, nel quartiere Notre-Dame di Versailles (dipartimento delle Yvelines) e ripercorre la storia della città.
Dal 1932 il museo è ospitato in un hôtel particulier della seconda metà del XVIII secolo.

## Storia

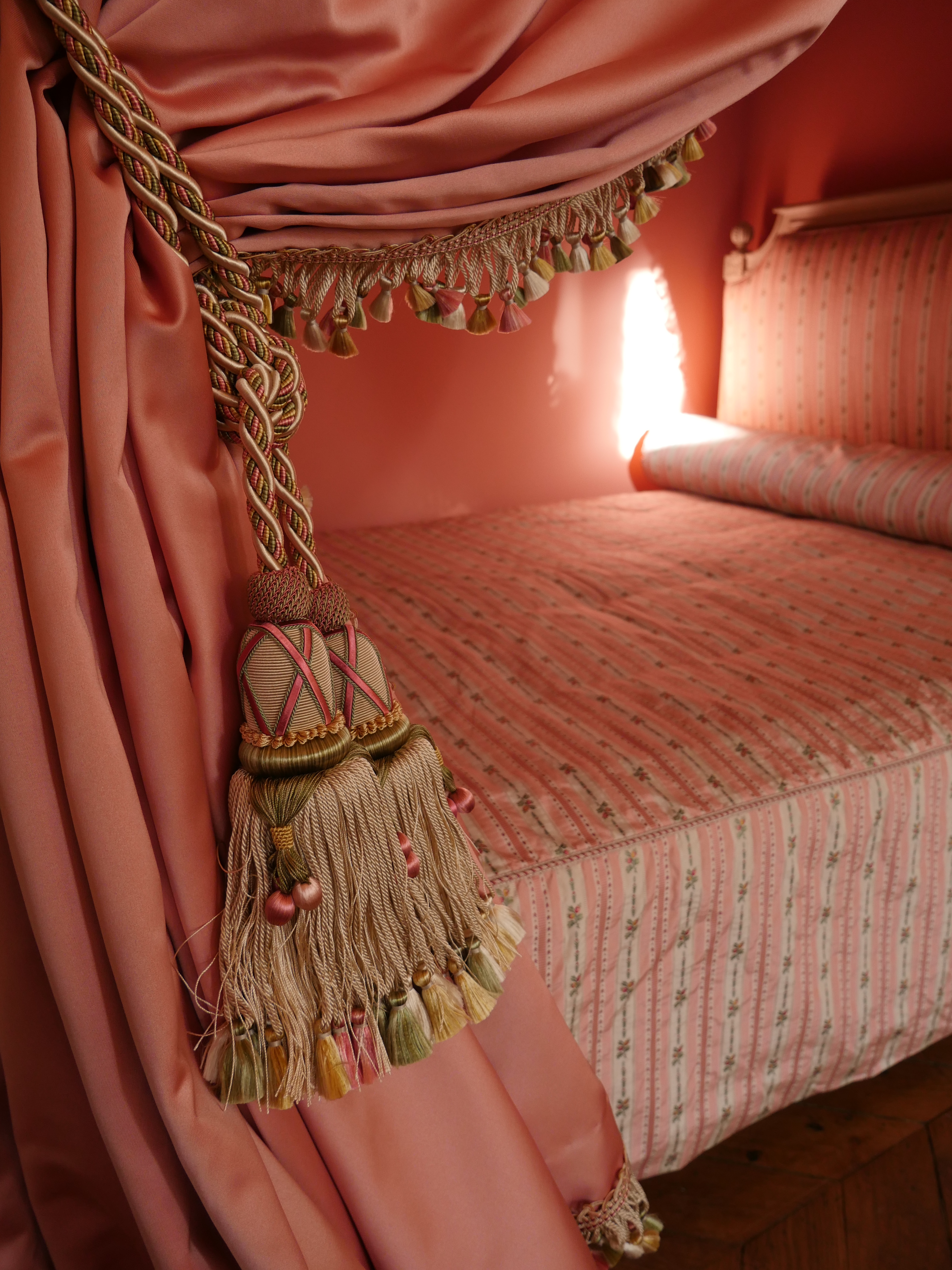
La stanza rosa dell'appartamento settecentesco al primo piano del museo.

### L'hôtel particulierdi Porchon
L'hôtel particulier fu costruito nel 1752 per Joseph-Barnabé Porchon, impresario dei Bâtiments du Roi di Luigi XV. In precedenza ospitava una parte dello stagno di Clagny, che fu prosciugato nel 1737. Il palazzo dispone inoltre di un piccolo giardino alla francese.

### Famiglia Lambinet
Originaria della Francia orientale, la famiglia Lambinet s'installa a Versailles per confezionare abiti e commerciare lenzuola.
Victor Lambinet era figlio di Jean-François Lambinet, sindaco della città nel 1848. Ex avvocato e giudice del tribunale di Versailles, acquistò il palazzo di Porchon nel 1852. Lo occupò nel 1859 con il figlio e la moglie del figlio, Nathalie Chevassus, utilizzando un'ala dell'hotel come investimento.

### Donazione di Nathalie Lambinet alla città di Versailles
Nel 1888, la città di Versailles aprì un museo municipale, il Museo Houdon, nell'ex palazzo degli esteri e della marina.
Nel 1929, senza eredi dopo la morte del suocero Victor, del marito e del figlio Pierre (avvenuta nel novembre 1911 all'età di dodici anni), Nathalie Lambinet lasciò in eredità l'edificio e le sue collezioni ai signori Dagincourt e Dénériaz, con il compito di trasformarlo in un museo.
Nel 1932 la città decise di trasferire al museo le opere precedentemente conservate nella biblioteca comunale, ossia l'ex Ministero della Marina e degli Affari Esteri sotto Luigi XV e Luigi XVI.
La facciata, il tetto e il salone dorato al primo piano sono stati classificati come monumenti storici dal 1944 e il Musée Lambinet ha ottenuto il titolo di “Musée de France” nel 2004.
Negli anni '80 il museo è stato restaurato e la sua scenografia è stata rivista. Ulteriori modifiche sono state apportate nei primi anni 2000, mentre è stato chiuso per ristrutturazione dal 18 aprile al 18 settembre 2010. Infine, dopo tre anni di lavori, ha riaperto il 3 dicembre 2022.

## Il palazzo

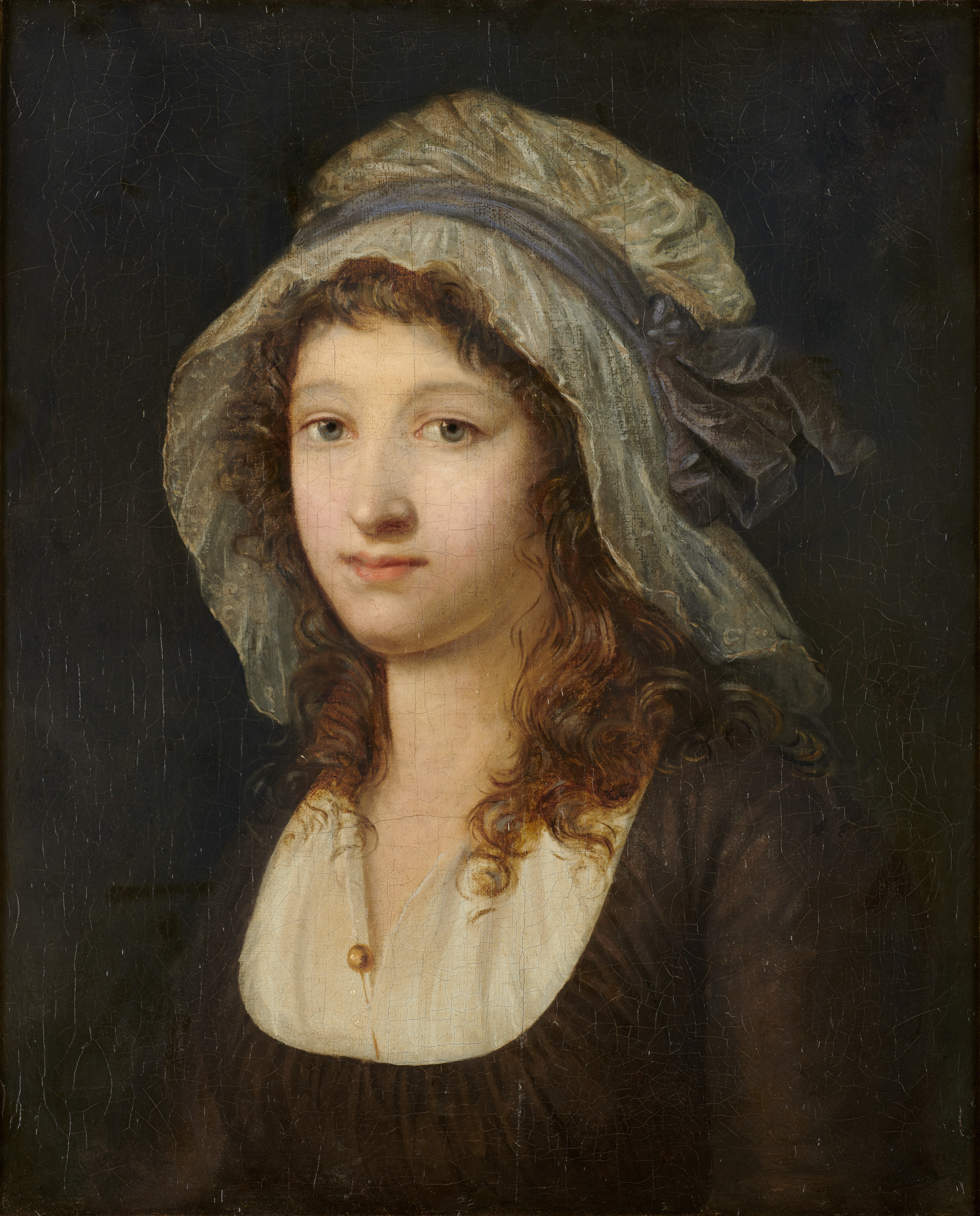
Ritratto di Charlotte Corday, Scuola francese, XVIII secolo.

La facciata che si affaccia sui giardini è ornata da un frontone scolpito che raffigura un'allegoria dell'architettura simboleggiata da putti: due di loro reggono un cartiglio su cui un terzo disegna una pianta con un compasso. Tale altorilievo ricorda la funzione del primo proprietario, Joseph-Barnabé Porchon.
Il museo dispone di 35 sale, alcune delle quali conservano ancora i loro dadi d'epoca, ed ospita collezioni che evocano la storia di Versailles: mobili stampati, ceramiche e oggetti d'arte, ma anche vecchi progetti e opere di artisti versagliesi, sculture (in particolare di Jean-Antoine Houdon), dipinti e le lastre di rame utilizzate per stampare le tele di Jouy.

## Collezioni

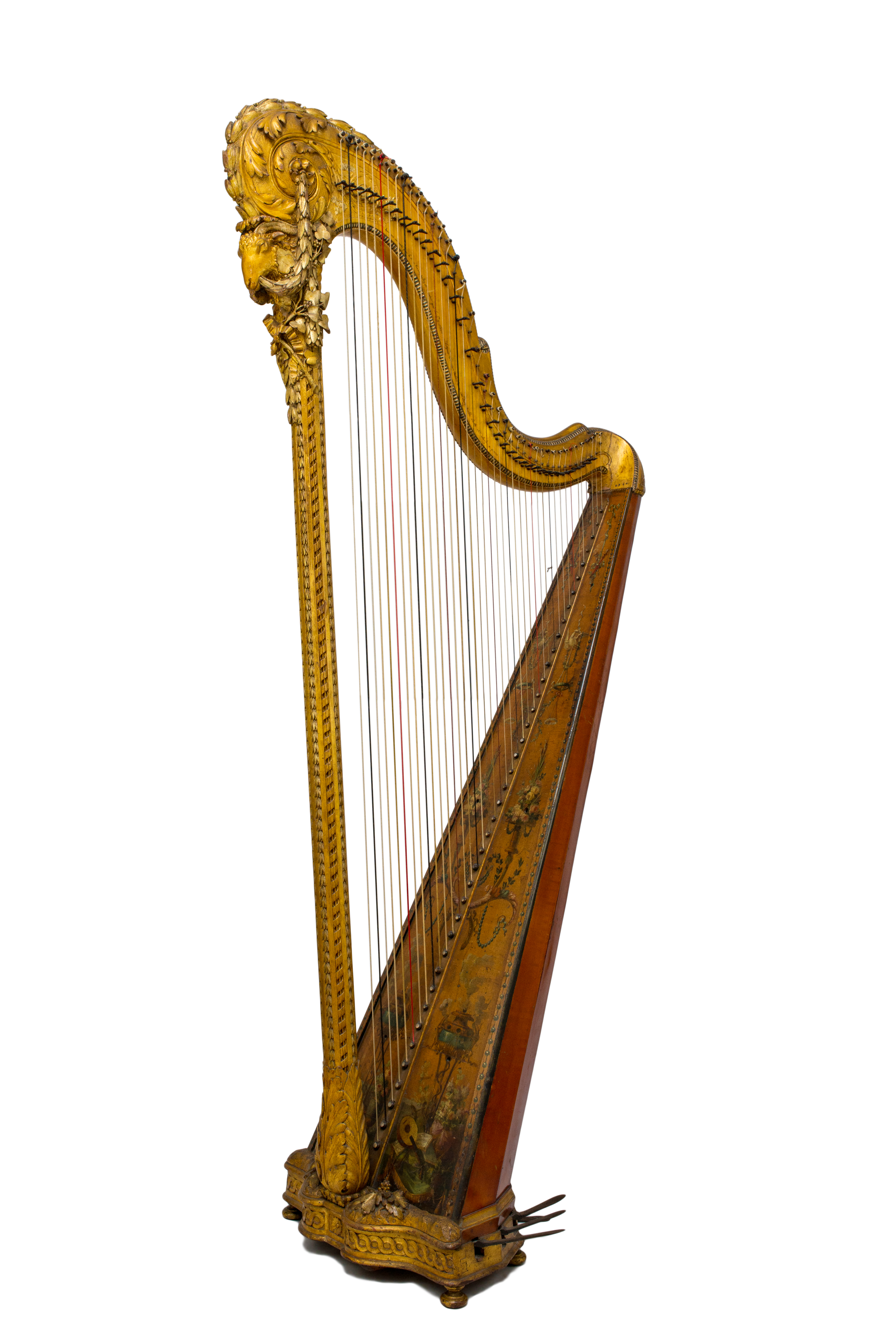
Arpa di Naderman, Museo Lambinet, Versailles.

Le circa 500 opere del Museo Lambinet, che coprono la storia della Francia, di Versailles e della Rivoluzione francese, sono presentate su tre livelli: al piano terra, le donazioni dei collezionisti che hanno arricchito il patrimonio del museo; al primo piano, la ricostruzione di un appartamento borghese della metà del XVIII secolo, una camera da letto, un boudoir, stanze con orologi barocchi e cassettiere di grandi ebanisti; al secondo piano, la storia della città tra il XVII e il XX secolo attraverso le collezioni del museo.
Tra gli oggetti conservati è presente anche l'arpa realizzata dal liutaio di Maria Antonietta, Jean-Henri Naderman.
I documenti relativi alla Rivoluzione francese comprendono i ritratti di Charlotte Corday e Marat, grazie alla donazione di Charles-Joseph Vatel, avvocato e storico, zio di Victor Lambinet. Ai lasciti del XIX secolo (Asse, Thiry, Courderc) si sono aggiunte altre donazioni, come quella fatta dagli eredi dell'attrice Julia Bartet, membro della Comédie-Française, nel 1942.

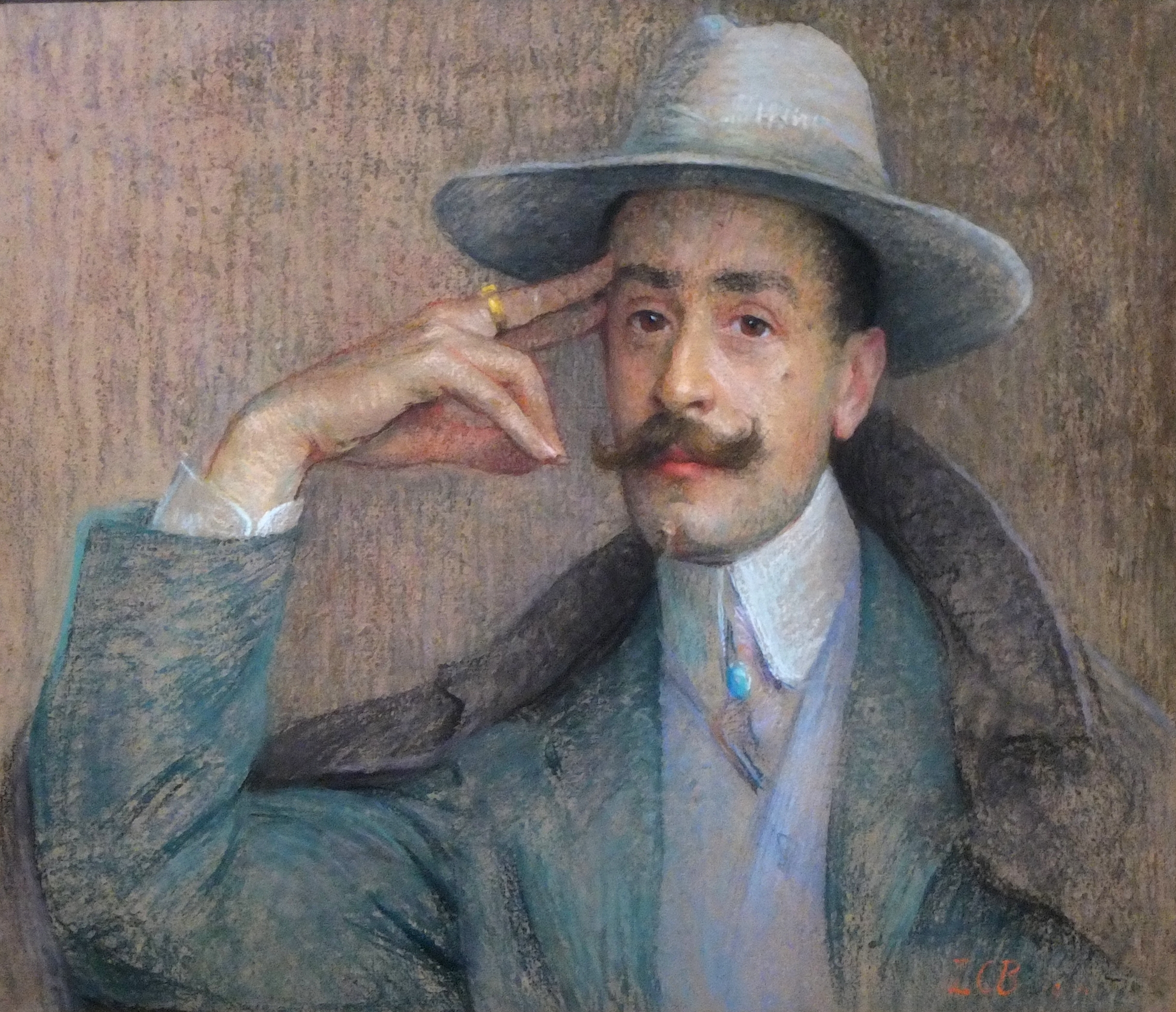
Ritratto di Gabriel de Yturri, Louise Catherine Breslau, 1904.

Tra gli artisti esposti vi sono (in ordine alfabetico):
- Jean-Jacques Bachelier
- Julia Bartet
- Nicolas Bertin
- Louis Léopold Boilly
- François Boucher
- Joseph Boze
- Louise Catherine Breslau
- Hyacinthe Collin de Vermont
- Jean-Baptiste Camille Corot
- Édouard Louis Dubufe
- Alexandre-Hyacinthe Dunouy
- François-Marius Granet
- Pierre-Narcisse Guérin
- Armand Guillaumin
- Henri-Joseph Harpignies
- Jean-Antoine Houdon
- Eugène Isabey
- Max Jacob
- André Jolivard
- Georges Lacombe
- Jacques de Lajoüe
- René Lalique
- Nicolas de Largillierre
- Henri-Eugène Le Sidaner
- Jean-Baptiste Lemoyne
- Gustave Loiseau
- Maximilien Luce
- Raimundo de Madrazo y Garreta
- Pierre-Denis Martin
- Maxime Maufra
- Joos de Momper
- Henry Moret
- Augustin Pajou
- Pierre Puget
- Pierre Puvis de Chavannes
- Jean-Baptiste Regnault
- Jean de Reyn
- Hubert Robert
- Alfred Sisley
- David Teniers il Giovane
- Robert Tournières
- Joseph Vernet
- Pierre-Roch Vigneron
- David Vinckboons
- Eugène Viollet-le-Duc